# San Andrés de las Puentes
San Andrés de las Puentes es una localidad del municipio leonés de Torre del Bierzo, en la Comunidad Autónoma de Castilla y León.

## Historia
Así se describe a San Andrés de las Puentes en el tomo II del Diccionario geográfico-estadístico-histórico de España y sus posesiones de Ultramar, obra impulsada por Pascual Madoz a mediados del siglo XIX:

Aldea en la provincia de León (13 leguas), partido judicial de Ponferrada (4), diócesis de Astorga (6), audiencia territorial y capitanía general de Valladolid (31), ayuntamiento de Albares de la Ribera (3/4); Situada en la bajada de la sierra de Fonfría que llaman el Perú, por cuya razón su clima es bastante frío aunque sano, y las enfermedades más frecuentes en sus naturales las pulmonías y calenturas intermitentes. Tiene 35 casas; una escuela de primeras letras abierta únicamente cinco meses al año, a la que concurren 20 alumnos, y cuyo maestro está dotado con la cantidad de 100 reales; varias fuentes de buenas aguas, de cuyos derrames se forma un raudal que baja por el centro de la población; y una iglesia parroquial bajo la advocación de San Andrés, con un anejo en San Facundo, estando ambas servidas por un cura párroco de libre provisión. Confina su término por N con la carretera de Madrid a la Coruña, por E con las sierras de Fonfría, por S con San Facundo, y por O con San Pedro Castañero. El terreno es de mediana e ínfima calidad, con montes por todos lados, excepto por la parte del S; lo baña el río Agurio que tiene su origen en las sierras de Fonfría, Puibueno y Matavenero; corre por las inmediaciones de San Andrés fertilizando sus praderas, y se incorpora con el denominado Torre a ¾ de legua de su nacimiento; hay dos caminos, el uno para San Facundo, y el otro que viene de Astorga, el cual pasa por el Perú, uniéndose a poca distancia con la carretera de la Coruña; el correo lo recibe de la estafeta de Bembibre. Producciones: vino, centeno, habas, patatas, excelentes manzanas, peras y castañas; ganado vacuno, lanar y cabrío, y caza de perdices, corzos, jabalíes y lobos, pescándose ricas truchas en los dos ríos de que ya se ha hecho mérito. La industria consiste en algunos telares de lienzos, un batán para la fábrica de paño pardo, y varios molinos harineros. Población: 30 vecinos, 90 almas. Contribución: con el ayuntamiento.
Diccionario geográfico-estadístico-histórico de España y sus posesiones de Ultramar

## Localidades limítrofes
Confina con las siguientes localidades:
- Al norte con Albares de la Ribera.
- Al noreste con Santa Marina de Torre y Torre del Bierzo.
- Al sur con San Facundo.
- Al oeste con Turienzo Castañero.
- Al noroeste con San Pedro Castañero.

## Demografía
Evolución de la población
| Gráfica de evolución demográfica de San Andrés de las Puentes entre 2000 y 2017 |
|                                                                                 |
| Población de derecho (2000-2017) según el padrón municipal del INE              |

## Patrimonio
- Iglesia dedicada a san Andrés.[3]